# Josué (grand-prêtre)
Ne doit pas être confondu avec Josué.
Josué le grand-prêtre, fils de Josedec (hébreu : יהושוע בן יהוצדק הכהן הגדול Yehoshoua° ben Yehoṣadaq HaCohen HaGadol) est un personnage des Livres d'Agée et de Zacharie, qui font partie de la Bible hébraïque et de l'Ancien Testament. Il est le premier cohen nommé à la charge de grand-prêtre pour la construction du Second Temple de Jérusalem après le retour des Juifs de leur exil à Babylone.

## Récit biblique
Dans le Livre d'Aggée, plusieurs prophéties sont adressées conjointement à lui et à Zorobabel, gouverneur de la province de Juda.
Dans le Livre de Zacharie, Josué est un personnage de la quatrième vision : on assiste à son procès, où le Satan l'accuse et l'ange du Seigneur le défend. L'ange le débarrasse de son péché en remplaçant ses habits sales par des habits propres de prêtre, puis lui promet une place auprès de Dieu s'il lui est fidèle
en tant que grand-prêtre. Enfin le Dieu d'Israël annonce à Josué la venue du messie, et lui remet une pierre surmontée de sept yeux, qu'il décore lui-même. Plus loin, Zacharie reçoit de son Dieu l'ordre de couronner Josué ; cette couronne doit être fabriquée à partir d'or et d'argent donnés par les Israélites exilés en Babylonie. Puis Zacharie doit annoncer à Josué la venue d'un messie, qui construira le Second Temple de Jérusalem et trônera aux côtés d'un prêtre dans une entente parfaite.

## Éléments biographiques
Josué est le grand-prêtre qui est revenu avec Néhémie de Babylone. Son petit-fils, le grand-prêtre Eliasib, est entré en relations financières avec deux ennemis de Néhémie - Sanballat et Tobiah.
- Josué (Jéshua) fils du Josedec 515-490
- Joïakim 490-470
- Éliasib 470-433
- Jojada (Joïada) 433-410
- Jonathan 410-371
- Jaddua 371-320

Josué est probablement mort quand Zacharie parle de sa vision de l'archange et le diable se disputant son corps. Si le petit-fils de son petit-fils Éliasib était marié à la fille de Sânballat, Josué serait âgé de plus de cent ans.